# Tårnby
Tårnby é um município da Dinamarca, localizado na região oriental, no condado de Copenhaga.
O município tem uma área de 63 km² e uma  população de 39 402 habitantes, segundo o censo de 2003.